# La Singularité de la femme
Pour plus de détails, voir Fiche technique et Distribution.
La Singularité de la femme (Женская собственность) est un film russe réalisé par Dmitri Meskhiev, sorti en 1999,.

## Fiche technique
- Titre français : La Singularité de la femme[3]
- Titre original : Женская собственность, Jenskaia sobstvennost
- Photographie : Youri Chaïgardanov
- Musique : Mikhaïl Smirnov
- Décors : Natalia Kotcherguina